# تمرد بولافين
تمرد بولافين (1707-1708) أو ثورة أستراخان، هو الاسم الذي أطلق على حرب قوزاق الدون ضد قيصرية موسكوفي، والتي سرعان ما تحول اسمها إلى الإمبراطورية الروسية. قاد كوندراتي بولافين الحرب، وهو أتامان لقوزاق الدون انتُخب ديمقراطيًا. نشبت الحرب بسبب توترات رئيسية عدة بين كل من الحكومة الإمبراطورية في عهد بيتر الأول من روسيا والقوزاق والفلاحين الروس الفارين من القنانة في روسيا للحصول على الحرية في منطقة الدون المستقلة. بدأ التمرد باغتيال القوزاق تحت قيادة بولافين الأمير يوري دولغوروكوف، قائد الحملة العقابية للجيش الإمبراطوري في منطقة الدون. ترتبط نهاية التمرد بوفاة بولافين في عام 1708.

## الأسباب الرئيسية
اشتكى الفلاحون في روسيا من الظلم الاجتماعي خلال السنوات التي سبقت تمرد بولافين. قوبلت الإصلاحات الجذرية التي قام بها بيتر بهدف «تغريب» موسكوفي القديمة في القرن الثامن عشر باستياء واسع النطاق. رأى الجمهور المتدين والمحافظ بشدة في إصلاحاته إهانةً لأسلوب الحياة التقليدي والإيمان الأرثوذكسي الشرقي. عامل بيتر عدو المسيح بعدل واعتبره محتالًا يدعي أنه القيصر الحقيقي. علاوةً على ذلك، بدأت الدولة البوليسية التي أسسها بيتر حديثًا بالتوسع الإقليمي، لكن جاء هذا التوسع على حساب مواقع موارد الملح التي طالب بها القوزاق للحفاظ على طعامهم. اتسم هذا النزاع حول الأرض بطابع اقتصادي إلى حد ما، لكن اعتبره القوزاق أيضًا تطفلًا على دولتهم السياسية شبه المستقلة. سادت حالة من الهياج داخل البيئة الريفية الروسية، في انتظار محفز يطلق شرارة الثورة.

## المحفز الفوري
هرب الكثير من الأقنان إثر القيود المفروضة والمخاوف من العيش في دولة بيتر البوليسية، تاركين المناطق الحضرية الرئيسية، وخاصة موسكو والعاصمة الجديدة في سان بطرسبرغ. هاجرت بعض المجموعات إلى بولندا أو النمسا، بينما تجنب آخرون الدوريات الحدودية وفرّوا إلى المحيط الريفي ومناطق الأنهار التي كان آهلة بالقوزاق. تضمنت سياسة بيتر مطاردة الفارين واعتقالهم وإعادتهم إلى أسيادهم حيث دخلوا في نظام احتساب الضرائب، وهي سياسة لم تخضع في تلك الفترة لقانون تقادم. وفقًا لهذه السياسة، نشر بيتر مجموعة من صائدي المكافآت تحت قيادة يوري دولغوروكوف  لاستكشاف مناطق القوزاق بحثًا عن الفلاحين الهاربين. أبدى القوازق استياءهم تجاه الفلاحين (نتيجة اكتظاظ السكان في منطقتهم والتنافس عمومًا على الموارد المحلية)، لكن كانت فكرة تجول عملاء بيتر بِحرية عبر أراضيهم أكثر إزعاجًا بالنسبة إليهم، ولذلك لم يكتفوا برفض تسليم الفلاحين الهاربين لصائدي الجوائز، بل وقامت مجموعة صغيرة من الأتامانات المحليين برئاسة كوندراتي بولافين بنصب كمين في 8 أكتوبر 1707 وقتل دولغوروكوف ورجاله في قرية شولغين القابعة على نهر أيدار، ما فتح الباب أمام أعمال العنف والبدء بتمرد بولافين.

## بولافين شخصيًا
لا تتوفر الكثير من المعلومات عن بولافين شخصيًا، لكنه وُلد لعائلة قوزاقية وبلغ من العمر ما يكفي لتذكر ستينكا رازين وثورة أواخر القرن السابع عشر. طوّر جزءًا من خبراته القتالية في معارك كوبان وتتار القرم في شبابه. على أي حال، لم يكن بولافين قائدًا عسكريًا كبيرًا بصورة خاصة، لكنه تمكن من خلال التمرد الذي حمل اسمه من أن يصبح زعيمًا بلا منازع. ارتقى بحلول عام 1704 إلى مرتبة أتامان بخموت (أرتيميفسك سابقًا)، وهو المنصب الذي ظل يشغله حتى عام 1706. نظّم وشارك خلال هذه الفترة في تدمير معمل الملح عند نهر سيفيرسكي دونتس، وهو عمل انتقامي لطرده من قبل الحكومة التي اعتبرته مع أقرانه مستوطنين عشوائيين. لم يُحلّ هذا الصراع بالكامل بل جرى استيعابه في نهاية المطاف ضمن التمرد الأكبر مع اكتساب الزخم. كان بولافين على الأرجح أميًا، لكن امتلك موهبة في جذب الناس وتحريضهم على العمل، حاله حال أقرانه من الثوار المعاصرين.